# ORTAS
33°30′44″ с. ш. 36°16′32″ в. д.
ORTAS (сокращение от фр. Organisation de la Radio et la Télévision Arabe Syrienne, букв. «Организация Сирийского Арабского радио и телевидения») или Главное управление радио и телевидения (араб. الهيئة العامة للإذاعة والتلفزيون‎) — сирийская государственная телерадиовещательная компания, подотчётная Министерству информации Сирии. Управляет несколькими телевизионными каналами (в том числе Syria TV) и радиостанциями (в том числе Радио Дамаск). Является действующим членом Вещательного союза арабских государств (ASBU) и ассоциированным членом Европейского вещательного союза (EBU), ранее была членом Международной организации радиовещания и телевидения (OIRT).
Корпорация занимается радиовещанием с 1947 года, телевещанием — с 1960 года. До 2002 года она владела монополией на радиовещание в стране. На начало 2011 года компания насчитывала 4500 сотрудников.

## Радиовещание
В 1920-е годы ещё в находившейся под французским мандатом Сирии были предприняты первые попытки радиовещания после образования радиостанции «Дамаск», но вещание постоянно прерывалось и возобновлялось несколько раз. 4 февраля 1947 года состоялся экспериментальный сеанс радиоэфира, который считается Днём радио в Сирии, а 17 апреля 1947 года, в первую годовщину независимости Сирийской Республики в стране началось официальное вещание радиостанции «Дамаск». Общая мощность всех радиостанций на средних и коротких волнах насчитывала 1255 кВт на 1947 год, позже мощность возросла почти в 500 раз. В эфире радио «Дамаск» ежедневно выходили четыре выпуска новостей и две разговорные программы, а также песни либо под запись, либо в живом исполнении. С 1957 года действует иноязычная служба вещания Радио Дамаск (Радиостанция иностранных языков).
17 января 1951 года было учреждено Главное управление сирийского радио, позже ставшее Главным управлением радиовещания и телевидения в стране. С 1 сентября 1953 года выпускается «Сирийский радиожурнал», который публикует радиопрограммы на следующую неделю, а также ноты и тексты новых песен. Часть сотрудников была направлена на курсы повышения квалификации в Египет. В конце 1950-х годов эфирное время увеличилось до 19 часов (с 6:00 до 1:00), был учреждён Институт восточной музыки, стали выходить в эфир радиопьесы. Появилась библиотека радиопередач (более чем 30 тысяч кассет с песнями, радиопостановками и программами), были сформированы оркестр, фольклорный ансамбль и хор.
До 2002 года Главное управление владело монополией на радиовещание, пока не был принят закон, разрешавший лицензирование частных коммерческих станций, которые при этом не должны были затрагивать в эфире вопросы политики. С 2005 года в стране стали появляться частные коммерческие радиостанции, а к 2020 году в стране было 20 радиостанций развлекательного и музыкального характера, транслировавших также передачи на тему культуры, истории и науки. В настоящее время в эфир выходят следующие программы:
- Радио Дамаск (араб. دمشق‎, Ида-а Димашк; с 1947 года)[3]
- Молодёжный голос (араб. صوت الشباب‎, Соут аш-Шабаб; с 2002 года)[6]
- Наша Сирия (араб. سوريان‎, Сурьяна, с 2012 года)[6]

Также вещают региональные правительственные радиостанции:
- Радио Алеппо (Aleppo FM) — Алеппо, с 1949
- Волны (Amwaj FM) — Латакия, с 2013
- Лоза (Al Karma) — Сувейда, с 2013
- Зенобия (Zenobia) — Хомс, с 2014
- Тартус (Tartus) — Тартус, с 2019

Из-за последствий гражданской войны были закрыты многие радиостанции (как по причине нехватки финансирования и санкций, так и на фоне многочисленных террористических атак). В то же время появились новые радиостанции (в 2012 году — «Наша Сирия», в 2013 году — «Волны», в 2014 году — «Зенобия»). Радиовещание за счёт меньших затрат на организацию стало в Сирии снова более востребованным и популярным, чем телевещание в условиях войны. С 1978 по 2017 годы в эфир выходила радиостанция Голос народа (араб. صوت الشعب‎, Саут аш-Шааб), которую закрыли в 2017 году в рамках реструктуризации государственных СМИ, переведя её коллектив в редакцию Радио Дамаск.

## Телевидение
Сирийское телевидение отсчитывает свою историю с 23 июля 1960 года, когда состоялся первый сеанс телевещания: его организаторами выступили сотрудники Радио Дамаска, прошедшие обучение в Италии, Франции и США. Первая студия находилась вблизи передатчика мощностью 10 кВт: картинка была чёрно-белой, трансляция продолжалась не более 2 часов, сигнал был доступен только в пределах Дамаска. В эфир выходили только новости, программы различной тематики и телесериалы. В 1960-е и 1970-е годы выходили программы социального, политического, культурного и образовательного характера. Телевидение считалось тогда способом ретрансляции традиций и культурных ценностей, просвещения населения, ориентации общества на развитие технологий и промышленности, а также поддержки прав женщин. С 1967 года телевещание началось в Хомсе, Халебе и Латакии, в 1970 году время ежедневного телеэфира достигло 7,5 часов. С апреля 1976 года Сирия стала одним из 21 государств-членов учреждённой корпорации Arabsat, обеспечивавшей телетрансляции и телефонную связь с помощью спутников связи (при этом финансовый вклад Сирии при создании Arabsat составил всего 2%).
В 1976—1981 годах в разных городах появились станции телевещания, цветное телевещание было представлено в 1978 году. Часть телеоборудования при этом ввозилась в страну контрабандой. В 1986 году была отменена плата за услуги телевещания и разрешена регистрация контрабандных устройств в финансовых службах. С 1 июля 1998 года в телевидении Дамаска начала работу редакция телерадиовещания для детей. В 1996 году появился Сирийский спутниковый канал (Syria TV), начавший ежедневную 18-часовую трансляцию на территории стран арабского мира, Европы, Африки и части Азии (вещание осуществлялось на английском, французском, русском и испанском языках). Позже стали появляться новые спутниковые телеканалы.
Разразившаяся гражданская война привела к тому, что по требованию Лиги арабских государств 5 сентября 2012 года вещание сирийского телевидения (в том числе Syria TV) прекратилось на спутниках Arabsat and Nilesat, а 22 октября 2012 года прекратилось вещание каналов Syria TV and Syrian Drama TV на спутниках Hot Bird. Многие телеканалы прекратили вещание не только по причине террористических атак, но и из-за сложных экономических условий, вызванных международными санкциями. В то же время ORTAS открыл несколько телеканалов («Нур аль-Шам» в 2011 году, «Небо» в 2012 году, «Талаки» в 2013 году и «Угарит» в 2014 году). В 2011 году был принят закон «О средствах массовой информации», а также образован Национальный совет по СМИ, действовавший до 2016 года и выпустивший ряд докладов с рекомендациями по изменению структуры и методов работы сирийских СМИ.
В ведении правительственной ORTAS на 2020 год находились следующие телеканалы:
- Syria TV[англ.] («Сирийский спутниковый канал») — с 1996
- Syrian Education TV (Altarbawia, «Педагогический канал») — с 2008
- Syrian Drama TV[англ.] («Сирия Драма») — с 2009[11]
- Syrian News Channel[англ.] (Al Ikhbaria, «Сирийский новостной канал») — с 2010
- Нур аль-Шам («Свет Дамаска», религиозный канал) — с 2011[12]
- Угарит[араб.] (региональный канал в Латакии) — с 2014[13][7]

Планы перехода ORTAS на цифровое телевидение оглашались в 2011 году: предполагалось, что это произойдёт в 2015 году. Однако последствия войны привели к тому, что только в середине 2018 года состоялся переход спутниковых и наземных телеканалов на наземное цифровое вещание (DVB-T). В том же 2018 году Министерство телекоммуникаций и Министерство информации начали предоставлять услугу IPTV с пакетом бесплатных и платных каналов. Пакет из семи цифровых наземных каналов на 2020 год включал следующие каналы:
- Драма 24 (Drama 24)
- Спорт (Sport)
- Нур аль-Шам (Noor Al Sham)
- Сирийский новостной канал[англ.] (Al Ikhbaria)
- Сирийский спутниковый канал[англ.]
- Педагогический канал (Altarbawia)
- Конфеты 24 (Sakaker 24, детский канал)

С 2007 по 2013 годы вещал частный канал «Addounia» (Мир). В настоящее время единственным частным сирийским каналом является «Sama» (Небо), вещающий с 2012 года. В 2013—2016 годах выходил канал Talaqie TV («Конвергенция»).